# Salgueiro Valente
João Barata Salgueiro Valente (São Jorge de Arroios, 14 de Setembro de 1888 - Alverca, 30 de Novembro de 1928) foi um pioneiro da aviação português. Alistando-se voluntariamente no Regimento de Cavalaria N.º 2, foi incorporado no dia 30 de Julho de 1906. Concluiu o curso de cavalaria com uma nota de 13,4 valores. Recebeu instrução para se tornar num piloto aviador nos Estados Unidos, juntamente com Cifka Duarte, Carlos Beja e Cunha Aragão, recebendo o brevet no dia 18 de Setembro de 1916.
O capitão Salgueiro Valente faleceu no dia 30 de Novembro de 1928 quando a sua aeronave embateu num cabo de um balão observatório.

## Postos
- Aspirante a Oficial - Novembro de 1912
- Alferes - 15 de Novembro de 1913
- Tenente - 29 de Setembro de 1916
- Capitão - 31 de Março de 1919

## Funções
- Instrutor de pilotagem da Escola Militar de Aviação, em Granja do Marquês
- Director da Divisão de Instrução da Escola Militar de Aviação
- Segundo Comandante da Escola Militar de Aviação
- Comandante da Esquadrilha de Aviação de Treino e Depósito, em Alverca.